# Alex Antonitsch
Alex Antonitsch (Villach, 8 februari 1966) is een voormalig tennisspeler uit Oostenrijk. Hij kwam tussen 1988 en 1996 als prof uit op de ATP-tour.
In het enkelspel won Antonitsch één titel door in de finale van het ATP-toernooi van Seoel Pat Cash te verslaan. In het dubbelspel schreef Antonitsch vier ATP-toernooien op zijn erelijst waaronder het toernooi van Keulen in 1985 met Michiel Schapers als partner.
Tegenwoordig is Antonitsch toernooidirecteur van het ATP-toernooi van Kitzbühel.

## Palmares
| Legenda                       |
| ----------------------------- |
| Grand Slam                    |
| Olympische Spelen             |
| Tennis Masters Cup            |
| ATP Masters Series            |
| ATP International Series Gold |
| ATP International Series      |

### Enkelspel
| Nr.              | Datum      | Toernooi      | Ondergrond | Tegenstander in finale | Score       |         |
| ---------------- | ---------- | ------------- | ---------- | ---------------------- | ----------- | ------- |
| gewonnen finales |            |               |            |                        |             |         |
| 1.               | 1990-04-22 | ATP Seoel     | Hardcourt  | Pat Cash               | 7-6(2), 6-3 | details |
| verloren finales |            |               |            |                        |             |         |
| 1.               | 1990-04-29 | ATP Hong Kong | Hardcourt  | Pat Cash               | 3-6, 4-6    | details |
| 2.               | 1992-07-12 | ATP Newport   | Gras       | Bryan Shelton          | 4-6, 4-6    | details |

### Dubbelspel
| Nr.                               | Datum      | Toernooi     | Ondergrond | Partner          | Tegenstanders in finale         | Score         |         |
| --------------------------------- | ---------- | ------------ | ---------- | ---------------- | ------------------------------- | ------------- | ------- |
| gewonnen finales mannendubbelspel |            |              |            |                  |                                 |               |         |
| 1.                                | 1985-10-27 | GP Keulen    | Hardcourt  | Michiel Schapers | Jan Gunnarsson Peter Lundgren   | 6-4, 7-5      | details |
| 2.                                | 1988-10-17 | ATP Wenen    | Tapijt (i) | Balázs Taróczy   | Kevin Curren Tomáš Šmíd         | 4-6, 6-3, 7-6 | details |
| 3.                                | 1991-04-15 | ATP Seoel    | Hardcourt  | Gilad Bloom      | Kent Kinnear Sven Salumaa       | 7-6, 6-1      | details |
| 4.                                | 1994-07-04 | ATP Newport  | Gras       | Greg Rusedski    | Kent Kinnear David Wheaton      | 6-4, 3-6, 6-4 | details |
| verloren finales mannendubbelspel |            |              |            |                  |                                 |               |         |
| 1.                                | 1993-01-11 | ATP Auckland | Hardcourt  | Aleksandr Volkov | Grant Connell Patrick Galbraith | 3-6, 5-7      | details |
| 2.                                | 1994-10-17 | ATP Wenen    | Tapijt (i) | Greg Rusedski    | Mike Bauer David Rikl           | 6-7, 4-6      | details |

## Resultaten grandslamtoernooien
| Legenda | Legenda                          |
| ------- | -------------------------------- |
| g.t.    | geen toernooi gehouden           |
| l.c.    | lagere categorie                 |
| –       | niet deelgenomen                 |
| G       | uitgeschakeld in de groepsfase   |
| 1R      | uitgeschakeld in de eerste ronde |
| 2R      | uitgeschakeld in de tweede ronde |
| 3R      | uitgeschakeld in de derde ronde  |
| 4R      | uitgeschakeld in de vierde ronde |
| KF      | uitgeschakeld in de kwartfinale  |
| HF      | uitgeschakeld in de halve finale |
| F       | de finale verloren               |
| W       | het toernooi gewonnen            |
| w-v     | winst/verlies-balans             |

### Enkelspel
| Toernooi        | 1987 | 1988 | 1989 | 1990 | 1991 | 1992 | 1993 | 1994 |
| --------------- | ---- | ---- | ---- | ---- | ---- | ---- | ---- | ---- |
| Australian Open | –    | –    | –    | 2R   | 1R   | –    | 3R   | 3R   |
| Roland Garros   | 2R   | –    | –    | 2R   | –    | –    | –    | 1R   |
| Wimbledon       | 1R   | 1R   | –    | 4R   | –    | –    | 1R   | 1R   |
| US Open         | 1R   | –    | 1R   | 3R   | –    | 1R   | –    | 1R   |

### Mannendubbelspel
| Toernooi        | 1985 | 1986 | 1987 | 1988 | 1989 | 1990 | 1991 | 1992 | 1993 | 1994 | 1995 |
| --------------- | ---- | ---- | ---- | ---- | ---- | ---- | ---- | ---- | ---- | ---- | ---- |
| Australian Open | 2R   | –    | –    | –    | –    | 1R   | 1R   | –    | –    | –    | –    |
| Roland Garros   | –    | –    | –    | –    | 2R   | –    | –    | –    | –    | –    | –    |
| Wimbledon       | –    | –    | –    | –    | 1R   | 1R   | –    | –    | –    | –    | 2R   |
| US Open         | –    | 2R   | 2R   | –    | 3R   | –    | –    | 1R   | –    | 2R   | 2R   |